# Titane (film)
Titane is een Frans-Belgische body horror/thriller-film uit 2021, geschreven en geregisseerd door Julia Ducournau.
De film won op 17 juli 2021 de Gouden Palm op het Filmfestival van Cannes.

## Synopsis
Na op jonge leeftijd een auto-ongeluk overleefd te hebben, gaat Alexia door het leven met een groot litteken en een metalen plaat in haar schedel. Ze verdient haar geld als show girl op autosalons. Na verloop van tijd blijkt ze een seriemoordenaar te zijn en na seks met een dure auto blijkt ze ook nog zwanger. Als ze ontmaskerd dreigt te worden doet ze zich voor als jonge man die als kind vermist is geraakt. Tijdens de bevalling sterft ze.

## Rolverdeling
| Acteur            | Personage      |
| ----------------- | -------------- |
| Agathe Rousselle  | Alexia/Adrien  |
| Vincent Lindon    | Vincent        |
| Garance Marillier | Justine        |
| Laïs Salameh      | Ryanne         |
| Myriem Akheddiou  | Adriens moeder |

## Prijzen en nominaties
De belangrijkste:
| Jaar | Prijs                       | Categorie                              | Genomineerde(n)                                     | Uitslag     |
| ---- | --------------------------- | -------------------------------------- | --------------------------------------------------- | ----------- |
| 2022 | British Academy Film Awards | Beste regisseur                        | Laura Wandel                                        | Genomineerd |
| 2022 | Magritte du cinéma          | Beste buitenlandse film in coproductie | Laura Wandel                                        | Gewonnen    |
| 2022 | Magritte du cinéma          | Beste actrice in een bijrol            | Myriem Akheddiou                                    | Genomineerd |
| 2022 | Magritte du cinéma          | Beste beeld                            | Ruben Impens                                        | Gewonnen    |
| 2022 | Magritte du cinéma          | Beste geluid                           | Séverin Favriau, Fabrice Osinski, Stéphane Thiébaut | Genomineerd |
| 2022 | Magritte du cinéma          | Beste decor                            | Laurie Colson, Lise Péault                          | Genomineerd |
| 2022 | Prix Lumières               | Beste acteur                           | Vincent Lindon                                      | Genomineerd |
| 2022 | Prix Lumières               | Beste vrouwelijke belofte              | Agathe Rousselle                                    | Genomineerd |
| 2022 | Prix Lumières               | Beste muziek                           | Jim Williams                                        | Genomineerd |
| 2022 | César                       | Beste regie                            | Laura Wandel                                        | Genomineerd |
| 2022 | César                       | Beste vrouwelijke belofte              | Agathe Rousselle                                    | Genomineerd |
| 2022 | César                       | Beste fotografie                       | Ruben Impens                                        | Genomineerd |
| 2022 | César                       | Beste visuele effecten                 | Martial Vallanchon                                  | Genomineerd |
| 2021 | Cannes (74ste editie)       | Gouden Palm                            | Titane                                              | Gewonnen    |
| 2021 | Europese filmprijzen        | Beste film                             | Beste film                                          | Genomineerd |
| 2021 | Europese filmprijzen        | Beste regisseur                        | Laura Wandel                                        | Genomineerd |
| 2021 | Europese filmprijzen        | Beste acteur                           | Vincent Lindon                                      | Genomineerd |
| 2021 | Europese filmprijzen        | Beste actrice                          | Agathe Rousselle                                    | Genomineerd |